# Radio Italia Summer Hits 2019
Radio Italia Summer Hits 2019 è una compilation di Radio Italia pubblicata il 21 giugno 2019 da Solomusicaitaliana e distribuita da Sony Music.

## Tracce

### CD 1
1. Mahmood – Calipso (feat. Charlie Charles, Sfera Ebbasta e Fabri Fibra)
2. Takagi e Ketra – Jambo (feat. Giusy Ferreri)
3. Ultimo – Rondini al guinzaglio
4. Baby K – Playa
5. Loredana Bertè – Tequila e San Miguel
6. Måneskin – L'altra dimensione
7. Rkomi – Blu (feat. Elisa)
8. Coez – Domenica
9. The Kolors – Pensare male (feat. Elodie)
10. Daniele Silvestri – Prima che
11. Giorgia – Lei verrà
12. Tormento – Acqua su Marte (feat. J-Ax)
13. Boomdabash – Mambo salentino (feat. Alessandra Amoroso)
14. Eros Ramazzotti – Siamo
15. Dolcenera – Più forte
16. Benji & Fede – Dove e quando
17. Clementino – Chi vuol essere milionario? (feat. Fabri Fibra)
18. Ermal Meta – Ercole
19. Coma Cose – Mancarsi

### CD 2
1. J-Ax – Ostia Lido
2. Elisa – Vivere tutte le vite (feat. Carl Brave)
3. Marco Mengoni – Muhammad Ali
4. Irama – Arrogante
5. Achille Lauro – 1969 (feat. Boss Doms)
6. Francesco Gabbani – È un'atra cosa
7. Fiorella Mannoia – Il senso
8. Aiello – Arsenico
9. Francesco Renga – Prima o poi
10. Rocco Hunt – Benvenuti in Italy (National Song Euro U21)
11. Alessandra Amoroso – Forza e coraggio
12. Nek – La storia del mondo
13. Levante – Andrà tutto bene
14. Enrico Nigiotti – Notturna
15. Le Deva – Shangai
16. Fabrizio Moro – Ho bisogno di credere
17. Chiara – Pioggia viola (feat. J-Ax)
18. Luca Carboni – Prima di partire